# Права ЛГБТ+ особа у Хрватској
| \| \| \| \| Застава Хрватске \| Застава дугиних боја \| |                                                                           |
| Положај Хрватске                                        |                                                                           |
| Законска регулатива                                     |                                                                           |
| Легализација хомосексуалности                           | – 1977. године                                                            |
| Родни идентитет                                         |                                                                           |
| Антидискриминациони закони                              | - Забрањује све облике дискриминације и закон препознаје злочин из мржње. |
| Узраст сексуалне сагласности                            | – Изједначено на 14 година, 1998. године                                  |
| Војна служба                                            | Да                                                                        |
| Породична права                                         |                                                                           |
| Брак                                                    | Не. Забрањен уставом.                                                     |
| Истополна заједница                                     | – Истосполне заједнице од 2003.; животно партнерство од 2014.             |
| Усвајање                                                | Да                                                                        |
| Ин витро фертилизација за лезбијке                      | Да                                                                        |
| ЛГБТ+ у Хрватској                                       |                                                                           |
| Организације                                            |                                                                           |
| Права                                                   |                                                                           |
| Медији                                                  |                                                                           |
| Догађаји                                                |                                                                           |
| Особе                                                   |                                                                           |
| Значајна места                                          |                                                                           |
| ЛГБТ+ портал                                            |                                                                           |
| Застава Хрватске                                        | Застава дугиних боја                                                      |
| Застава Хрватске                                        | Застава дугиних боја                                                      |

Хрватска је још увек прилично конзервативна држава под јаким утицајем Католичке цркве, што се посебно показује у јавним реакцијама на теме које се тичу лезбијки, гејева, бисексуалних и трансродних особа. Истополни односи између мушкараца и између жена нису забрањени, али домаћинства која воде истополни парови не уживају једнак ниво правне заштите као домаћинства хетеросексуалних парова. Неколико активних ЛГБТ организација у Хрватској утиче на постепене промене друштвеног односа према ЛГБТ особама.
Хрватска признаје нерегистрована истополна партнерства, којима закон признаје нека права везана за имовину.
Хрватска је једна од потписница Декларације Уједињених нација о сексуалној оријентацији и родном идентитету.

## Декриминализација хомосексуалности
У време СФРЈ хомосексуалност, односно хомосексуални односи између мушкараца били су кажњавани по члану 186. ставу 2 Кривичног закона СФРЈ. Предвиђена казна износила је до једне године затвора. До либерализације долази након уставних промена из 1974. године, када се, реформом законодавства и преношењем овлашћења са федералног на републички и покрајински ниво, укида федерални кривични закон. Добивши овлашћење да самостално доноси кривични закон, Хрватска је декриминализовала хомосексуалност 1977. године.
Године 1998. у саборску процедуру улазе измене и допуне Кривичног закона. На предлог владе, доња граница за слободно ступање у сексуалне односе изједначено је за хомосексуалне и хетеросексуалне особе и износи 14 година.
Хрватско психијатријско друштво од 1973. године третира хомосексуалност као једну од нормалних варијација људске сексуалности. Гејевима није забрањено служење војске.

## Забрана дискриминације
Хрватски сабор је од 2003. године усвојио неколико амандмана које су предложиле ЛГБТ организације које се тичу антидискриминационих одредби.

### Закон о равноправности полова
У члану 6, став 3, забрањује се: "дискриминација на темељу полне оријентације". Члан 16. Став 2 истог закона забрањује: "јавно приказивање и представљање жена и мушкараца на увредљив, омаловажавајући или понижавајући начин, с обзиром на пол и полну оријентацију."

### Закон о раду
Према члану 2, став 1 Закона о раду, забрањена је "директна или индиректна дискриминација особе која тражи запослење и особе која се запосли […] на темељу […] полног опредјељења […]".

### Закон о научној дјелатности и високом образовању
У члану 77, који дефинише услове уписа у институције високог образовања, каже се: "Свеучилиште, велеучилиште или висока школа утврђују поступак одабира кандидата за упис
на начин који гарантује равноправност свих кандидата без обзира на расу, боју коже, пол, језик,
вјеру, политичко или друго увјерење, национално или социјално поријекло, имовину, рођење,
друштвени положај, инвалидност, сексуалну оријентацију и доб."

### Закон о електронским медијима
Члан 15, Закона о електронским медијима каже да је у програмским садржајима забрањено: "[…]потицати на дискриминацију или непријатељство према појединцима или групама, због њиховог поријекла, боје коже, политичког увјерења, ставова, здравственог стања, пола, сексуалних или других одређења или особина"

### Закон о Хрватској радиотелевизији
У члану 8, Закона о Хрватској радио-телевизији забрањено је: " потицати, погодовати потицању и ширити националну, расну или вјерску мржњу и нетрпељивост, антисемитизам и ксенофобију, као и потицати на дискриминацију или непријатељство према појединцима или групама, због њиховог порекла, боје коже, политичког увјерења, ставова, здравственог стања, пола, сексуалних или других одређења или особина"

### Закон о спорту
Закон о спорту, донет 2006. године гарантује једнаку доступност спорту "без обзира на доб, расу, пол, полну оријентацију, вјеру, националност, друштвени положај, политичко или друго увјерење."

### Закон о азилу
Закон о азилу, донет 2007. године под појмом одређена друштвена група подразумева и "групу која се темељи на заједничким карактеристикама полне оријентације", којој се може одобрити привремена заштита у Хрватској уколико "[…] их земља њиховог поријекла није спремна или није у могућности заштитити."

### Закон о волонтерству
Закон о волонтерству из 2007. године уређује да је организатор волонтирања дужан да поступа у складу са начелом једнаким могућности без обзира на: "доб, расу, боју коже, језик, вјеру, пол, полну оријентацију, род и родно изражавање […]"

### Кривично законодавство
Казнени закон из 2006. године први у Европи уводи појам „злочина из мржње". Закон дефинише злочин из мржње као "свако казнено дјело из овога Закона, почињено из мржње према особи због њезине расе, боје коже, пола, полне оријентације, језика, вјере, политичког или другог увјерења, националног или социјалног поријекла, имовине, рођења, образовања, друштвеног положаја, доби, здравственог статуса или других особина"
Ова одредба је први пут примењена 2007. године када је нападач на поворку Zаgreb Pride-а осуђен на 14 месеци затвора.

### Закон о забрани дискриминације
Године 2008. донет је општи антидискриминациони закон, под називом „Закон о сузбијању дискриминације“. Закон осигурава и подстиче једнакост и штити од дискриминације на основу "[…] родног идентитета, изражавања или сполне оријентације."

## Истополне заједнице и бракови
Године 2003, 14. јула, Сабор је усвојио Закон о истосполним заједницама (закон је проглашен 16.7.2003), којим се признају истополне (нерегистроване) заједнице. Истополна заједница, према овом закону, јесте животна заједница двију особа истог спола (у даљњем тексту: партнер/ица) које нису у браку, изванбрачној или другој истосполној заједници, а која траје најмање три године те која се темељи на начелима равноправности партнера, међусобног поштовања и помагања, те емотивној везаности партнера. (члан 2.)
Права која се гарантују и уређују овим законом су право на издржавање од стране партнера, односно партнерке, као и право на заједничко стицање имовине и располагање њоме. Закон, такође, забрањује дискриминацију на основу истополне заједнице и хомосексуалне оријентације.
Како је истополна заједница у Хрватској вид нерегистрованог истополног партнерства, она се мора доказивати пред судом.
Многа права, међутим, нису покривена постојећим законом о истополним заједницама, као што су права везана за наследство, имиграционо право, пореске олакшице и кредитне гаранције, доношење одлука о хитним медицинским случајевима. Због тога постоји иницијатива за доношење закона о регистрованим заједницама који би гарантовао већа права и умањио дискриминацију по наведеним и другим питањима. Током кампање пред парламентарне изборе Искорак и Контра су организовале округли сто "Права сексуалних и родних мањина у контексту предстојећих избора за нови сазив Хрватског сабора", на коме су све политичке партије, осим ХСЛС-а подржале идеју о регистрованом партнерству. Округлом столу није присуствовао нико из ХДЗ-а.
Истополним паровима у Хрватској није омогућено усвајање деце.
Истополним паровима 2014. године омогућено је ступање у животна партнерства увођењем Закона о животном партнерству особа истог спола.

## 
У Загребу се од 2002. године редовно организује парада поноса ЛГБТ особа, под називом Zаgreb Pride.